# Seznam zepelínů
Toto je seznam zepelínů – ztužených vzducholodí, vyrobených nebo navržených firmou Zeppelin-Gesellschaften. Ztužené vzducholodi jiných výrobců naleznete pod heslem seznam ztužených vzducholodí.
Pojmem zepelín zde označujeme pouze vzducholodi, konstruované a vyráběné firmami Zeppelin. Někdy se tento pojem také používá obecně pro ztuženou vzducholoď, dopravní vzducholoď, nebo dokonce pro vzducholoď obecně.
Zeppelinovy závody ve Friedrichshafenu označovaly všechny své výrobky před druhou světovou válkou jednotným způsobem: značkou LZ 1/2/…, kde LZ znamená „Luftschiff Zeppelin“ (vzducholoď Zeppelin). Stroje určené pro civilní dopravu dostaly kromě toho i jména. Německá armáda a námořnictvo vzducholodím přiřadily vlastní taktická čísla:
- Armáda označovala první zepelíny písmenem Z a římskou číslicí: Z I/II/…/XI/XII. Během první světové války převzala od čísla 30 číslování pomocí šifry LZ a na čas přešla na číslování výrobního závodu, pak ale byla čísla opět rozdílná, což je v některých případech matoucí.
- Námořnictvo označovalo své zepelíny jako L 1/2/….

Vzducholodě, které se dostaly do jiných států měly potom značení dané těmito státy.
Tabulky jsou rozděleny podle data prvního letu vzhledem k první světové válce. Do válečné služby byly ale samozřejmě zařazeny i některé předválečné zepelíny.
Druhá světová válka ukončila v roce 1940 veškerou vzducholodní aktivitu Zeppelinových závodů. V září 1993 vznikla firma Zeppelin Luftschifftechnik GmbH & Co. KG (ZLG), která se snaží na činnost původního podniku navázat. Vizte heslo Zeppelin NT.
Barevný kód:
| civilní | vojenská armádní | vojenská námořní |

## Zepelíny postavené před 1. světovou válkou
| Výrobní číslo | jméno / vojenské značení | objem [m³] | délka [m] | průměr [m] | motory výkon [PS] | dostup [m] | rychlost [km/h] | nosnost [kg] | První vzlet        |
| ------------- | --- | ---------- | --------- | ---------- | ----------------- | ---------- | --------------- | ------------ | ------------------ |
| LZ 1          | | 11 300     | 128       | 11,7       | 2 × 16            | 400        | 28              | 1 400        | 2. července 1900   |
| LZ 1          | První vzducholoď hraběte Zeppelina. |            |           |            |                   |            |                 |              |                    |
| LZ 2          | | 11 300     | 128       | 11,7       | 2 × 85            | 950        | 44              | 2 800        | 17. ledna 1906     |
| LZ 2          | Byla zničena při nehodě během prvního letu. |            |           |            |                   |            |                 |              |                    |
| LZ 3          | | 11 300     | 128       | 11,7       | 2 × 85            | 950        | 44              | 950          | 9. října 1906      |
| LZ 3          | Z I | 12 200     | 136       | 11,7       | 2 × 125           | ?          | ?               | ?            | 1908               |
| LZ 3          | Po přestavbě 1908 byla prodána armádě, byla nasazena jako školní loď. Byla zrušena v roce 1913. |            |           |            |                   |            |                 |              |                    |
| LZ 4          | | 15 000     | 136       | 13         | 2 × 105           | 1 250      | 48              | 4 600        | 20. června 1908    |
| LZ 4          | Byla zničena 5. srpna 1908 bouří během zkušebního letu ještě před předáním armádě. |            |           |            |                   |            |                 |              |                    |
| LZ 5          | Z II | 15 000     | 136       | 13         | 2 × 105           | 1 250      | 48              | 4 600        | 26. května 1909    |
| LZ 5          | Byla zničena bouří 25. dubna 1910. |            |           |            |                   |            |                 |              |                    |
| LZ 6          | | 15 000     | 136       | 13         | 2 × 115           | 1 300      | 48              | 4 200        | 25. srpna 1909     |
| LZ 6          | | 16 000     | 144       | 13         | 2 × 145           | ?          | ?               | ?            |                    |
| LZ 6          | První vzducholoď společnosti DELAG. Byla přestavěna. V roce 1910 byla zničena v hangáru. |            |           |            |                   |            |                 |              |                    |
| LZ 7          | „Deutschland“ | 19 300     | 148       | 14         | 3 × 120           | ?          | 60              | 6 800        | 19. července 1910  |
| LZ 7          | Další vzducholoď společnosti DELAG. 28. června 1910 byla neopravitelně poškozena při nehodě nad Teutoburským lesem. |            |           |            |                   |            |                 |              |                    |
| LZ 8          | náhrada za „Deutschland“ | 19 300     | 148       | 14         | 3 × 120           | ?          | 60              | 6 800        | 30. března 1911    |
| LZ 8          | 16. května 1911 byla těžce poškozena poryvem větru při vytahování z hangáru. |            |           |            |                   |            |                 |              |                    |
| LZ 9          | náhrada za LZ II | 17 800     | 140       | 14         | 3 × 145           | ?          | 75              | 7 000        | 2. října 1911      |
| LZ 9          | Byla zrušena 1. srpna 1914. |            |           |            |                   |            |                 |              |                    |
| LZ 10         | „Schwaben“ | 17 800     | 140       | 14         | 3 × 145           | ?          | 75              | 7 000        | 26. června 1911    |
| LZ 10         | Cestovní vzducholoď (DELAG). Během 224 letů přepravila 4 354 cestujících a urazila celkem 27 321 km. Byla zničena 28. června 1912 při nehodě na letišti u Düsseldorfu. |            |           |            |                   |            |                 |              |                    |
| LZ 11         | „Viktoria Luise“ | 18 800     | 148       | 14         | 3 × 170           | ?          | 80              | 6 500        | 19. února 1912     |
| LZ 11         | Cestovní vzducholoď (DELAG). Během 489 letů přepravila 9 783 cestujících a nalétala 54 312 km. Po vypuknutí války byla zrekvírována armádou a nasazena jako školní loď. Zničena 8. října 1915 během zatahování do hangáru.                                                                           |            |           |            |                   |            |                 |              |                    |
| LZ 12         | Z III | 17 800     | 140       | 14         | 3 × 145           | ?          | 75              | 7 000        | 25. dubna 1912     |
| LZ 12         | Byla zrušena 1. srpna 1914. |            |           |            |                   |            |                 |              |                    |
| LZ 13         | „Hansa“ | 18 800     | 148       | 14         | 3 × 170           | ?          | 80              | 6 500        | 30. července 1912  |
| LZ 13         | Cestovní vzducholoď (DELAG). Během 399 letů přepravila 6 217 cestujících a nalétala 44 437 km; Létala na první zahraniční lince do Dánska a Švédska. Byla zrekvírována 29. července 1914 a zničena v Jüterbogu v srpnu 1916.                                                                         |            |           |            |                   |            |                 |              |                    |
| LZ 14         | L 1 | 22 470     | 158       | 14,9       | 3 × 165           | 3200       | 75              | 9 400        | 7. října 1912      |
| LZ 14         | Hlídkovala nad Severním mořem. 9. září 1913 ztroskotala v bouři nedaleko Helgolandu, 14 členů posádky utonulo. |            |           |            |                   |            |                 |              |                    |
| LZ 15         | Náhrada za Z I | 22 470     | 158       | 14,9       | 3 × 165           | 3200       | 75              | 9 400        | 16. ledna 1913     |
| LZ 15         | Byla zničena 19. března 1913 při nouzovém přistání nedaleko Karlsruhe. |            |           |            |                   |            |                 |              |                    |
| LZ 16         | Z IV | 22 470     | 158       | 14,9       | 3 × 165           | 3200       | 75              | 9 400        | 14. března 1913    |
| LZ 16         | Přeletěla 3. dubna 1913 díky dezorientaci při zatažené obloze francouzskou hranici a byla jeden den zadržována v Lunéville. Jako první v první světové válce se pokusila o pumový útok - pokusy o nálety na Varšavu a Lyck. Od roku 1915 sloužila jako školní loď. Byla zrušena na podzim roku 1916. |            |           |            |                   |            |                 |              |                    |
| LZ 17         | „Sachsen“ | 22 470     | 158       | 14,9       | 3 × 165           | 3200       | 75              | 9 400        | 3. května 1913     |
| LZ 17         | Cestovní vzducholoď (DELAG). Během 419 letů přepravila 9 837 cestujících a nalétala 39 919 km; Byla zrekvírována po vypuknutí války. Zrušena byla na podzim 1916. |            |           |            |                   |            |                 |              |                    |
| LZ 18         | L 2 | 27 000     | 158       | 16,6       | 4 × 165           | 2900       | 75              | 9 400        | 9. září 1913       |
| LZ 18         | B17. října 1913 shořela po výbuchu jednoho z motorů v Johanisthalu, posádka se zachránila. |            |           |            |                   |            |                 |              |                    |
| LZ 19         | druhá náhrada za Z I | 22 470     | 158       | 14,9       | 3 × 165           | 3200       | 75              | 9 400        | 6. června 1913     |
| LZ 19         | Byla neopravitelně poškozena větrnou bouří 13. dubna 1914. |            |           |            |                   |            |                 |              |                    |
| LZ 20         | Z V | 22 470     | 158       | 14,9       | 3 × 165           | 3200       | 75              | 9 400        | 8. července 1913   |
| LZ 20         | Byla nasazena jako průzkumný stroj nad Polskem; po sestřelení Rusy nad Mlavou nouzově přistála nedaleko Tannenbergu. Posádka byla vzata do zajetí. |            |           |            |                   |            |                 |              |                    |
| LZ 21         | Z VI | 20 870     | 148       | 14,9       | 3 × 165           | 2 800      | 74              | 8 800        | 10. listopadu 1913 |
| LZ 21         | Během války operovala především nad Belgií, kde fungovala jako bombardér. Byla těžce poškozena dělostřelbou u Lüttichu 6. srpna 1914. |            |           |            |                   |            |                 |              |                    |
| LZ 22         | Z VII | 22 140     | 149       | 14,9       | 3 × 165           | 2 800      | 72              | 8 900        | 8. ledna 1914      |
| LZ 22         | 23. srpna 1914 byla sestřelena dělostřelectvem nad Alsaskem a neopravitelně poškozena při nouzovém přistání nedaleko St. Quirin v Lotrinsku. |            |           |            |                   |            |                 |              |                    |
| LZ 23         | Z VIII | 22 140     | 149       | 14,9       | 3 × 165           | 2 800      | 72              | 8 900        | 11. května 1914    |
| LZ 23         | 23. srpna 1914 byla při společné akci s Z VII sestřelena, nouzově přistála za frontou, a byla zničena francouzskými vojáky. |            |           |            |                   |            |                 |              |                    |
| LZ 24         | L 3 | 22 470     | 158       | 14,9       | 3 × 210           | 2 850      | 85              | 9 200        | 11. května 1914    |
| LZ 24         | Absolvovala 24 pozorovacích letů nad Severním mořem; 20. ledna 1915 došlo během jejího prvního náletu na Anglii k poruše motorů a nouzovému přistání v Dánsku. Tam byla 17. února 1915 zničena vlastní posádkou.                                                                                     |            |           |            |                   |            |                 |              |                    |
| LZ 25         | Z IX | 22 470     | 158       | 14,9       | 3 × 210           | 2 850      | 85              | 9 200        | 13. července 1914  |
| LZ 25         | Byla nasazena na pozorovací a bombardovací lety nad severní Francií. Byla zničena pumou v hangáru v Düsseldorfu při britském náletu 8. října 1914. |            |           |            |                   |            |                 |              |                    |

## Zepelíny postavené během 1. světové války
| Výrobní číslo                                                  | jméno / vojenské značení | objem [m³] | délka [m] | průměr [m] | motory výkon [PS] | dostup [m] | rychlost [km/h] | nosnost [kg] | První vzlet |
| -------------------------------------------------------------- | --- | --- | --- | --- | --- | --- | --- | --- | --- |
| LZ 26                                                          | Z XII | 25 000 | 161,2 | 16 | 3 × 210 | 3 600 | 81 | 12 200 | 14. prosince 1914 |
| LZ 26                                                          | Absolvovala 11 bombardovacích letů nad severní Francií a nad východní frontou, svrhla celkem 20 000 kg pum; zrušena 8. srpna 1917 při zastavení armádní vzduchoplavby. | | | | | | | | |
| LZ 27                                                          | L 4 | 22 470 | 158 | 14,9 | 3 × 210 | 2 850 | 85 | 9 200 | 18. srpna 1914 |
| LZ 27                                                          | Absolvovala 11 pozorovacích letů nad Severním mořem a první nálet na Anglii 20. ledna 1915. 17. února 1915 nouzově přistála u Blavandshuku v Dánsku. Většina posádky stačila z havarovaného stroje uniknout, ale čtyři muži v ní zůstali a uhořeli při následném požáru. Zbytek posádky byl internován. | | | | | | | | |
| LZ 28                                                          | L 5 | 22 470 | 158 | 14,9 | 3 × 210 | 2 850 | 85 | 9 200 | 22. září 1914 |
| LZ 28                                                          | Absolvovala 47 průzkumných letů nad severním a baltickým mořem, především pátrala po nepřátelských minách. Podnikla i dva nálety a svrhla 700 kg Bomb; 7. srpna 1915 byla sestřelena ruským dělostřelectvem. | | | | | | | | |
| LZ 29                                                          | Z X | 22 470 | 158 | 14,9 | 3 × 210 | 2 850 | 85 | 9 200 | 13. října 1914 |
| LZ 29                                                          | Podnikla dva nálety na Calais a Paříž, svrhla 1 800 kg Bomb; na zpáteční cestě byla zasažena nepřátelskou palbou a po nouzovém přistání v St. Quirin byla zrušena. | | | | | | | | |
| LZ 30                                                          | Z XI | 22 470 | 158 | 14,9 | 3 × 210 | 2 850 | 85 | 9 200 | 15. listopadu 1914 |
| LZ 30                                                          | Absolvovala na nálety nad Varšavu, Grodno a jiné cíle východní fronty. Byla zničena u hangáru při vytahování 20. května 1915 (podle jiného zdroje 21. března 1915). | | | | | | | | |
| LZ 31                                                          | L 6 | 22 470 | 158 | 14,9 | 3 × 210 | 2 850 | 85 | 9 200 | 3. listopadu 1914 |
| LZ 31                                                          | Hrála důležitou roli při sledování britských manévrů u německého pobřeží 25. prosince 1914. Absolvovala 36 pozorovacích letů nad Severním mořem a okolím, označovala minová pole, vykonala i jeden příležitostný nálet na Anglii, svrhla 700 kg pum. Shořela 16. září 1916 společně s L 9 ve svém hangáru Fulsbüttel během plnění vodíkem. | | | | | | | | |
| LZ 32                                                          | L 7 | 22 470 | 158 | 14,9 | 3 × 210 | 2 850 | 85 | 9 200 | 20. listopadu 1914 |
| LZ 32                                                          | Absolvovala 77 průzkumných letů nad Severním mořem a mnoho příležitostných špionážních letů nad anglické pobřeží. 4. května 1916 byla zasažena britskými křižníky a doražena britskou ponorkou. | | | | | | | | |
| LZ 33                                                          | L 8 | 22 470 | 158 | 14,9 | 3 × 210 | 2 850 | 85 | 9 200 | 17. prosince 1914 |
| LZ 33                                                          | Prováděla průzkumné lety nad západní frontou. 5. března 1915 byla sestřelena u Ostende pozemní palbou. | | | | | | | | |
| LZ 34                                                          | LZ 34 | 22 470 | 158 | 14,9 | 3 × 210 | 2 850 | 85 | 9 200 | 6. ledna 1915 |
| LZ 34                                                          | Provedla dva nálety nad východní frontou, svrhla celkem 1 110 kg pum; 21. června 1915 byla těžce poškozena nepřátelskou palbou a shořela při nouzovém přistání nedaleko Insterburgu. | | | | | | | | |
| LZ 35                                                          | LZ 35 | 22 470 | 158 | 14,9 | 3 × 210 | 2 850 | 85 | 9 200 | 11. ledna 1915 |
| LZ 35                                                          | Provedla dva nálety na Paříž a Poperinghe (Belgie), svrhla celkem 2 420 kg pum. Byla zasažena nad frontou 21. ledna 1915, i přes těžká poškození úspěšně nouzově přistála poblíž Aeltre (Belgie), později byla zničena při útoku. | | | | | | | | |
| LZ 36                                                          | L 9 | 24 900 | 161,4 | 16 | 3 × 210 | 3 100 | 85 | 11 100 | 8. března 1915 |
| LZ 36                                                          | Provedla 74 pozorovacích letů nad Severním mořem a čtyři nálety na Anglii, svrhla 5 683 kg pum. Provedla také několik útoků na britské ponorky. Shořela 16. září 1916 ve svém hangáru společně s L 6 (LZ 31). | | | | | | | | |
| LZ 37                                                          | LZ 37 | 22 470 | 158 | 14,9 | 3 × 210 | 2 850 | 85 | 9 200 | 4. března 1915 |
| LZ 37                                                          | Byla sestřelena nepřátelským letadlem během svého prvního náletu na Calais 7. června 1915. | | | | | | | | |
| LZ 38                                                          | LZ 38 | 31 900 | 163,5 | 18,7 | 4 × 210 | 3 900 | 96 | 16 200 | 3. dubna 1915 |
| LZ 38                                                          | Provedla 5 náletů na Harwich, Ramsgate, Southend (2×) a Londýn (první vzducholoď, která bombardovala Londýn v noci z 30. na 31. května 1915), zvrhla celkem 8 360 kg pum. Byla zničena pumou ve svém hangáru v Bruselu při britském náletu 7. června 1915. | | | | | | | | |
| LZ 39                                                          | LZ 39 | 24 900 | 161,4 | 16 | 3 × 210 | 3 100 | 85 | 11 100 | 24. dubna 1915 |
| LZ 39                                                          | Provedla tři nálety nad západní a později dva nad východní frontou, svrhla celkem 4 184 kg Bomb. 17. prosince 1915 byla těžce poškozena nepřátelskou palbou u Rovna a po nouzovém přistání byla zrušena. | | | | | | | | |
| LZ 40                                                          | L 10 | 31 900 | 163,5 | 18,7 | 4 × 210 | 3 900 | 96 | 16 200 | 13. května 1915 |
| LZ 40                                                          | Provedla 8 pozorovacích letů nad severním mořem a okolím a 5 náletů na Anglii, svrhla celkem 9 900 kg pum. 3. září 1915 shořela po zásahu bleskem na letišti Cuxhaven. | | | | | | | | |
| LZ 41                                                          | L 11 | 31 900 | 163,5 | 18,7 | 4 × 210 | 3 900 | 96 | 16 200 | 7. června 1915 |
| LZ 41                                                          | Absolvovala 31 pozorovacích letů, zvláště během bitvy u Skageraku, a 12 náletů na Anglii, svrhla celkem 15 543 kg pum. Byla zrušena 25. dubna 1916, podle jiného zdroje byla stažena v té době k výcviku a zrušena až v listopadu 1917. | | | | | | | | |
| LZ 42                                                          | LZ72 | 31 900 | 163,5 | 18,7 | 4 × 210 | 3 900 | 96 | 16 200 | 15. června 1915 |
| LZ 42                                                          | Měla nekvalitní materiál kostry, proto byla nasazena jen jako školní loď. Byla zrušena v Jüterbogu 16. února 1917. | | | | | | | | |
| LZ 43                                                          | L 12 | 31 900 | 163,5 | 18,7 | 4 × 210 | 3 900 | 96 | 16 200 | 21. června 1915 |
| LZ 43                                                          | Absolvovala 5 pozorovacích letů. Nouzově přistála v Ostende po náletu na Londýn, Harwich a Humber 10. srpna 1915, když byla těžce poškozena palbou. Shořela během následné demontáže. | | | | | | | | |
| LZ 44                                                          | LZ74 | 31 900 | 163,5 | 18,7 | 4 × 210 | 3 900 | 96 | 16 200 | 8. července 1915 |
| LZ 44                                                          | Provedla 2 nálety na Anglii, svrhla celkem 3 500 kg pum. 8. října 1915 narazila na kopec v Belgii a poté byla zrušena. | | | | | | | | |
| LZ 45                                                          | L 13 | 31 900 | 163,5 | 18,7 | 4 × 210 | 3 900 | 96 | 16 200 | 23. července 1915 |
| LZ 45                                                          | Absolvovala 45 pozorovacích letů a 15 náletů na Anglii, svrhla celkem 20 667 kg pum. Byla zrušena 25. dubna 1917. | | | | | | | | |
| LZ 46                                                          | L 14 | 31 900 | 163,5 | 18,7 | 4 × 210 | 3 900 | 96 | 16 200 | 9. srpna 1915 |
| LZ 46                                                          | Byla patrně nejúspěšnější německou námořní vzducholodí. Provedla 42 pozorovacích letů a 17 náletů na Anglii, svrhla 22 045 kg bomb. V roce 1917 a 1918 nebyla nasazena. 23. června 1919 byla zničena vlastní posádkou. | | | | | | | | |
| LZ 47                                                          | LZ77 | 31 900 | 163,5 | 18,7 | 4 × 210 | 3 900 | 96 | 16 200 | 24. srpna 1915 |
| LZ 47                                                          | Provedla 6 náletů na Anglii a Francii, svrhla celkem 12 610 kg bomb. Byla zničena 21. února 1916 dělostřeleckou palbou u Verdunu. | | | | | | | | |
| LZ 48                                                          | L 15 | 31 900 | 163,5 | 18,7 | 4 × 240 | 3 900 | 98 | 16 200 | 9. září 1915 |
| LZ 48                                                          | Absolvovala 8 pozorovacích letů a 3 nálety na Anglii, svrhla celkem 5 780 kg bomb. Byla sestřelena dělostřelectvem 1. dubna 1916 při náletu na Londýn, dopadla do moře nedaleko ústí Temže. Posádka byla vzata do zajetí. | | | | | | | | |
| LZ 49                                                          | LZ79 | 31 900 | 163,5 | 18,7 | 4 × 240 | 3 900 | 98 | 16 200 | 2. srpna 1915 |
| LZ 49                                                          | Během 2 náletů na Brest Litevský a Kovel a jednoho na Paříž svrhla 4 440 kg bomb. 30. ledna 1916 byla zasažena francouzskou dělostřelbou a při nouzovém přistání nedaleko Athu byla neopravitelně poškozena a poté odepsána. | | | | | | | | |
| LZ 50                                                          | L 16 | 31 900 | 163,5 | 18,7 | 4 × 240 | 3 900 | 98 | 16 200 | 23. září 1915 |
| LZ 50                                                          | Absolvovala 44 pozorovacích letů a 12 náletů na Anglii, svrhla celkem 18 048 kg bomb. Prováděla strážní lety k německým ostrovům během roku 1916. Při nouzovém přistání u Brunsbüttelu 19. října 1917 byla těžce poškozena a poté odepsána. | | | | | | | | |
| LZ 51                                                          | LZ81 | 31 900 | 163,5 | 18,7 | 4 × 240 | 3 900 | 98 | 16 200 | 7. října 1915 |
| LZ 51                                                          | Byla nasazena na jižní a západní frontě. 9. listopadu 1915 přepravila přes nepřátelské území diplomatickou komisi do Srbska. Provedla jeden nálet na Etables (Francie) a 2 na Bukurešť, celkem svrhla 4 513 kg bomb. Byla sestřelena 27. září 1916 poblíž Tirnova (Bulharsko). | | | | | | | | |
| LZ 52                                                          | L 18 | 31 900 | 163,5 | 18,7 | 4 × 240 | 3 900 | 98 | 16 200 | 3. listopadu 1915 |
| LZ 52                                                          | Shořela 17. listopadu 1915 během plnění plynem. | | | | | | | | |
| LZ 53                                                          | L 17 | 31 900 | 163,5 | 18,7 | 4 × 240 | 3 900 | 98 | 16 200 | 20. října 1915 |
| LZ 53                                                          | Absolvovala 27 průzkumných letů a 9 náletů na Anglii, svrhla celkem 10 724 kg bomb. Shořela 28. prosince 1916 v hangáru společně s LZ69 „L 24“. | | | | | | | | |
| LZ 54                                                          | L 19 | 31 900 | 163,5 | 18,7 | 4 × 240 | 3 900 | 98 | 16 200 | 27. listopadu 1915 |
| LZ 54                                                          | Provedla 1 nálet na Anglii 31. ledna 1916, svrhla 1 600 kg bomb; měla prostřílené tři motory, dostala se opět do palby u nizozemského pobřeží a zřítila se do Severního moře. Posádka se zachránila. Anglická minolovka „King Stephen“ údajně odmítla trosečníkům jakkoliv pomoci a posádka zahynula. | | | | | | | | |
| LZ 55                                                          | LZ85 | 31 900 | 163,5 | 18,7 | 4 × 240 | 3 900 | 98 | 16 200 | 12. září 1915 |
| LZ 55                                                          | Provedla 6 náletů na Dünaburg (Litauen), Minsk, nádraží v Riga, a Thessaloniki (3×), svrhla celkem 14 200 kg bomb. Byla sestřelena protiletadlovou palbou 5. května 1916 a padla do bažin u Wardaru. | | | | | | | | |
| LZ 56                                                          | LZ86 | 31 900 | 163,5 | 18,7 | 4 × 240 | 3 900 | 98 | 16 200 | 10. října 1915 |
| LZ 56                                                          | Provedla 7 náletů nad východní a jižní frontou, svrhla 14 800 kg bomb. Byla zničena 3. září 1916 po jednom z náletů, kdy byly zničeny obě gondoly. | | | | | | | | |
| LZ 57                                                          | LZ87 | 31 900 | 163,5 | 18,7 | 4 × 240 | 3 900 | 98 | 16 200 | 6. prosince 1915 |
| LZ 57                                                          | Provedla dva nálety na Ramsgate a továrnu na benzín u Margate, svrhla celkem 3 000 kg bomb. V červenci 1916 byla přeložena k loďstvu. Zde absolvovala 16 pozorovacích letů nad Baltem a okolím. Později byla nasazena jako školní loď. V červenci 1917 byla zrušena. | | | | | | | | |
| LZ 58                                                          | LZ88/L 25 | 31 900 | 163,5 | 18,7 | 4 × 240 | 3 900 | 98 | 16 200 | 14. listopadu 1915 |
| LZ 58                                                          | Absolvovala 14 pozorovacích letů a 3 nálety nad západní frontou, svrhla celkem 4 249 kg bomb. V lednu 1917 byla přeložena k námořnictvu, kde se ale zúčastnila jen zkušebních letů. Byla zrušena v září 1917. | | | | | | | | |
| LZ 59                                                          | L 20 | 35 800 | 178,5 | 18,7 | 4 × 240 | 5 400 | 95 | 17 900 | 21. listopadu 1915 |
| LZ 59                                                          | Absolvovala 6 pozorovacích letů a 2 nálety na Anglii, Svrhla celkem 2 864 kg bomb. Zřítila se po úniku plynu při druhém náletu 4. května 1916 nedaleko Stavanger (Norsko). Posádka byla internována, přičemž Kapitänleutnant Stabbert o šest měsíců později ze zajetí unikl. | | | | | | | | |
| LZ 60                                                          | LZ90 | 31 900 | 163,5 | 18,7 | 4 × 240 | 3 900 | 98 | 16 200 | 1. ledna 1916 |
| LZ 60                                                          | Absolvovala 4 nálety na Bar-le-Duc, Norwich, Londýn a Etables, svrhla celkem 8 860 kg bomb. 7. listopadu 1916 byla odnesena bouří nad Severní moře a už nebyla nikdy spatřena. | | | | | | | | |
| LZ 61                                                          | L 21 | 35 800 | 178,5 | 18,7 | 4 × 240 | 5 400 | 95 | 17 900 | 10. ledna 1916 |
| LZ 61                                                          | Absolvovala 17 pozorovacích letů a 10 náletů na Anglii, svrhla celkem 14 442 kg bomb. 28. listopadu 1916 byla zapálena fosforovými střelami britské stíhačky. | | | | | | | | |
| LZ 62                                                          | L 30 | 55 200 | 198 | 23,9 | 6 × 240 | 5 400 | 103 | 32 500 | 28. května 1916 |
| LZ 62                                                          | Provedla 10 náletů na Anglii a svrhla celkem 23 305 kg bomb (které ale díky špatnému zaměřování způsobily minimální škody). Dále absolvovala 31 pozorovacích letů nad Severním a Baltským mořem a východní frontou; 17. listopadu 1917 byla stažena ze služby. V roce 1920 byla v rámci válečných reparací předána do Belgie, kde byla sešrotována. | | | | | | | | |
| LZ 63                                                          | LZ93 | 31 900 | 163,5 | 18,7 | 4 × 240 | 3 900 | 98 | 16 200 | 23. února 1916 |
| LZ 63                                                          | Provedla 3 nálety na Dünkirchen, Mardick und Harwich, svrhla celkem 3 240 kg bomb. V roce 1917 byla zrušena. | | | | | | | | |
| LZ 64                                                          | L 22 | 35 800 | 178,5 | 18,7 | 4 × 240 | 5 400 | 95 | 17 900 | 3. března 1916 |
| LZ 64                                                          | Absolvovala 30 pozorovacích letů a 8 náletů na Anglii, svrhla celkem 9 215 kg bomb. 14. května 1917 byla sestřelena během hlídkového letu britskou stíhačkou nedaleko Terschellingu. | | | | | | | | |
| LZ 65                                                          | LZ95 | 35 800 | 178,5 | 18,7 | 4 × 240 | 5 400 | 95 | 17 900 | 1. Unora 1915 |
| LZ 65                                                          | 2. února 1915 byla při průzkumném letu nad Vitry-le-François zničena francouzskou dělostřelbou. | | | | | | | | |
| LZ 66                                                          | L 23 | 35 800 | 178,5 | 18,7 | 4 × 240 | 5 400 | 95 | 17 900 | 8. dubna 1916 |
| LZ 66                                                          | Absolvovala 51 průzkumných letů a 3 nálety na Anglii, svrhla celkem 5 254 kg bomb. 21. srpna 1917 byla sestřelena palubní stíhačkou Sopwith Pup z britského křižníku HMS Yarmouth. | | | | | | | | |
| LZ 67                                                          | LZ97 | 35 800 | 178,5 | 18,7 | 4 × 240 | 5 400 | 95 | 17 900 | 4. dubna 1916 |
| LZ 67                                                          | Provedla 4 nálety na Londýn (2×), Boulogne-sur-Mer a později Bukurešť, svrhla celkem 5 760 kg bomb i přes mnoho letů ve špatném počasí. Zrušena byla 5. července 1917. | | | | | | | | |
| LZ 68                                                          | LZ98 | 35 800 | 178,5 | 18,7 | 4 × 240 | 5 400 | 95 | 17 900 | 28. dubna 1916 |
| LZ 68                                                          | Provedla jeden nálet na Londýn, svrhla 1 513 kg bomb. Mnoho dalších letů přerušeno pro špatné počasí. V listopadu 1916 byla přeložena k námořnictvu, kde absolvovala 15 pozorovacích letů nad Baltem a okolím. Zrušena byla v srpnu 1917. | | | | | | | | |
| LZ 69                                                          | L 24 | 35 800 | 178,5 | 18,7 | 4 × 240 | 5 400 | 95 | 17 900 | 20. května 1916 |
| LZ 69                                                          | Absolvovala 19 pozorovacích letů nad Severním mořem a okolím, také 4 nálety na Anglii, svrhla celkem 8 510 kg bomb; Při plnění 28. prosince 1916 se otřela o zeď a shořela společně s LZ53 "L17". | | | | | | | | |
| LZ 70                                                          | Nebyla postavena | Nebyla postavena | Nebyla postavena | Nebyla postavena | Nebyla postavena | Nebyla postavena | Nebyla postavena | Nebyla postavena | Nebyla postavena |
| LZ 71                                                          | LZ 101 | 35 800 | 178,5 | 18,7 | 4 × 240 | 5 400 | 95 | 17 900 | 29. června 1916 |
| LZ 71                                                          | Byla umístěna v Jambolu (Bulharsko). Provedla 7 náletů: na Bukurešť, Ciulnita, Feteşti, Galaţi, Oděsa, Mytilene, Iaşi a Mudros, svrhla celkem 11 934 kg bomb. Byla zrušena září 1917. | | | | | | | | |
| LZ 72                                                          | L 31 | 55 200 | 198 | 23,9 | 6 × 240 | 5 400 | 103 | 32 500 | 12. července 1916 |
| LZ 72                                                          | Provedla jedem důležitý pozorovací let při útoku německé flotily na Sunderland a 6 náletů na Anglii, svrhla celkem 19 411 kg pum. 2. října 1916 byla sestřelena britskou stíhačkou. | | | | | | | | |
| LZ 73                                                          | LZ 103 | 35 800 | 178,5 | 18,7 | 4 × 240 | 5 400 | 95 | 17 900 | 23. srpna 1916 |
| LZ 73                                                          | Absolvovala jen jeden nálet na Calais, při němž svrhla 1 530 kg pum. Mnoho dalších letů bylo pro špatné počasí přerušeno nebo odvoláno. Byla zrušena v srpnu 1917. | | | | | | | | |
| LZ 74                                                          | L 32 | 55 200 | 198 | 23,9 | 6 × 240 | 5 400 | 103 | 32 500 | datum vzletu |
| LZ 74                                                          | Absolvovala jeden důležitý pozorovací let při útoku německé flotily na Sunderland a tři nálety na Anglii, svrhla celkem 6 860 kg pum. 24. září 1916 byla sestřelena britskou stíhačkou. | | | | | | | | |
| LZ 75                                                          | L 37 | 55 200 | 198 | 23,9 | 6 × 240 | 5 400 | 103 | 32 500 | 9. listopadu 1916 |
| LZ 75                                                          | Provedla 17 pozorovacích letů nad Severním, Baltickým mořem a Anglií a 4 nálety, svrhla celkem 6 450 kg bomb; 24. prosince 1917 byla vyřazena ze služby. V roce 1920 byla rozebraná předána Japonsku. | | | | | | | | |
| LZ 76                                                          | L 33 | 55 200 | 198 | 23,9 | 6 × 240 | 5 400 | 103 | 32 500 | 30. srpna 1916 |
| LZ 76                                                          | Nouzově přistála v Brentwoodu v Essexu během prvního náletu, kdy svrhla 3 200 kg pum. Posádka zahynula v hořícím vraku. Vrak byl ale prozkoumán britskými inženýry a vzniklé plány se staly vzorem pro britskou vzducholoď R 34. | | | | | | | | |
| LZ 77                                                          | LZ 107 | 35 800 | 178,5 | 18,7 | 4 × 240 | 5 400 | 95 | 17 900 | 16. října 1916 |
| LZ 77                                                          | Provedla jeden nálet na Boulogne-sur-Mer (Francie), svrhla 1 440 kg bomb. Byla zrušena v červnu 1917. | | | | | | | | |
| LZ 78                                                          | L 34 | 55 200 | 198 | 23,9 | 6 × 240 | 5 400 | 103 | 32 500 | 22. září 1916 |
| LZ 78                                                          | Provedla 3 pozorovací lety a 2 nálety na Anglii, svrhla celkem 3 890 kg bomb; 28. listopadu byla sestřelena britskou stíhačkou 1916 nad Hartlepool. | | | | | | | | |
| LZ 79                                                          | L 41 | 55 200 | 198 | 23,9 | 6 × 240 | 5 400 | 103 | 32 500 | 15. ledna 1917 |
| LZ 79                                                          | Absolvovala 15 pozorovacích letů nad Severním mořem a okolím a 4 nálety na Anglii, svrhla celkem 6 567 kg bomb. 11. prosince 1917 byla převelena na školní loď. 23. června 1919 byla zničena vlastní posádkou. | | | | | | | | |
| LZ 80                                                          | L 35 | 55 200 | 198 | 23,9 | 6 × 240 | 5 400 | 103 | 32 500 | 20. října 1916 |
| LZ 80                                                          | Provedla 13 pozorovacích letů nad Severním a Baltským mořem a 3 nálety na Anglii, svrhla celkem 4 284 kg bomb. Byla odepsána v září 1918. | | | | | | | | |
| LZ 81                                                          | LZ 111 | 35 800 | 178,5 | 18,7 | 4 × 240 | 5 400 | 95 | 17 900 | 20. prosince 1916 |
| LZ 81                                                          | Nebyla odebrána armádou,proto byla v květnu 1917 předána námořnictvu. Absolvovala 7 pozorovacích letů nad Baltem. Byla zrušena 10. srpna 1917. | | | | | | | | |
| LZ 82                                                          | L 36 | 55 200 | 198 | 23,9 | 6 × 240 | 5 400 | 103 | 32 500 | 1. listopadu 1916 |
| LZ 82                                                          | Provedla 20 pozorovacích letů nad Severním mořem a Anglií. Byla těžce poškozena 7. února 1917 během nouzového přistání a brzy poté odepsána. | | | | | | | | |
| LZ 83                                                          | LZ 113 | 55 200 | 198 | 23,9 | 6 × 240 | 5 400 | 103 | 32 500 | 22. února 1917 |
| LZ 83                                                          | Absolvovala 15 pozorovacích letů na východní frontě a nad Baltem a 3 nálety, zvrhla celkem 6 000 kg bomb. V roce 1920 byla předána v rámci válečných reparací Francii. | | | | | | | | |
| LZ 84                                                          | L 38 | 55 200 | 198 | 23,9 | 6 × 240 | 5 400 | 103 | 32 500 | 22. listopadu 1916 |
| LZ 84                                                          | Při pokusu o nálet na Reval und Petrohradu byla 29. prosince 1916 hustým sněžením přinucena k nouzovému přistání. Při něm byla neopravitelně poškozena. | | | | | | | | |
| LZ 85                                                          | L 45 | 55 200 | 198 | 23,9 | 6 × 240 | 5 400 | 103 | 32 500 | 12. dubna 1917 |
| LZ 85                                                          | Absolvovala 12 pozorovacích letů nad Severním mořem a okolím a 3 nálety na Anglii, svrhla celkem 4 700 kg bomb. Byla zničena při nouzovém přistání (únik plynu) 20. října 1917 u Sisteronu (Francie). Posádka byla zajata. | | | | | | | | |
| LZ 86                                                          | L 39 | 55 200 | 198 | 23,9 | 6 × 240 | 5 400 | 103 | 32 500 | 11. prosince 1916 |
| LZ 86                                                          | Absolvovala 2 průzkumné lety nad Severním mořem a okolím a jeden nálet na Anglii 17. března 1917, svrhla 300 kg bomb. Na zpáteční cestě byla zničena francouzskou protivzdušnou obranou nad Compiegne/Royallieu. | | | | | | | | |
| LZ 87                                                          | L 47 | 55 200 | 198 | 23,9 | 6 × 240 | 5 400 | 103 | 32 500 | 11. května 1917 |
| LZ 87                                                          | Absolvovala 18 pozorovacích letů nad Severním mořem a 3 nálety na Anglii, svrhla celkem 3 240 kg bomb. 5. ledna 1918 byla zničena hromadným výbuchem na letecké základně Ahlhorn, kdy bylo zničeno několik vzducholodí (také L 46 (LZ 94), L 51 (LZ 97), L58 (LZ 105) a jedna Schütte-Lanz), které byly ve třech hangárech. Není známo, jestli se jednalo o nehodu nebo sabotáž. | | | | | | | | |
| LZ 88                                                          | L 40 | 55 200 | 198 | 23,9 | 6 × 240 | 5 400 | 103 | 32 500 | 3. ledna 1917 |
| LZ 88                                                          | Absolvovala 6 pozorovacích letů a dva nálety na Anglii, svrhla celkem 3 105 kg bomb, které ale většinou minuly cíl. 16. června 1917 byla neopravitelně poškozena při nezdařeném přistání Nordholz a zrušena. | | | | | | | | |
| LZ 89                                                          | L 50 | 55 200 | 198 | 23,9 | 6 × 240 | 5 400 | 103 | 32 500 | 9. června 1917 |
| LZ 89                                                          | Provedla 5 pozorovacích letů nad Severním mořem a okolím a dva nálety na Anglii, svrhla celkem 4 135 kg bomb. Kvůli úniku nosného plynu musela 20. října 1917 nouzově přistát u Dammartin (Francie) a pak byla zahnána větrem do Středozemního moře. | | | | | | | | |
| LZ 90                                                          | LZ 120 | 55 200 | 198 | 23,9 | 6 × 240 | 5 400 | 103 | 32 500 | 31. ledna 1917 |
| LZ 90                                                          | Byla nasazena nad východní frontou a Baltem. Provedla 17 pozorovacích letů a tři nálety, svrhla celkem 11 250 kg bomb. 8. října 1917 byla stažena ze služby. V roce 1920 byla v rámci válečných reparací předána Itálii, kde se o rok později zlomila při vypouštění. | | | | | | | | |
| LZ 91                                                          | L 42 | 55 500 | 196,5 | 23,9 | 5 ×240 | 6 400 | 100 | 36 400 | 21. února 1917 |
| LZ 91                                                          | Absolvovala 20 pozorovacích letů a 4 nálety na Británii, svrhla celkem 6 030 kg bomb; 6. června 1918 byla zařazena jako školní loď. 23. června 1919 byla zničena vlastní posádkou. | | | | | | | | |
| LZ 92                                                          | L 43 | 55 500 | 196,5 | 23,9 | 5 ×240 | 6 400 | 100 | 36 400 | 6. března 1917 |
| LZ 92                                                          | Absolvovala 6 pozorovacích letů a jeden nálet na anglické loděnice, svrhla 1 850 kg bomb. Byla sestřelena 14. června 1917 britským letadlem při pozorovacím letu. | | | | | | | | |
| LZ 93                                                          | L 44 | 55 800 | 196,5 | 23,9 | 5 × 240 | 6 700 | 104 | 37 800 | 1. dubna 1917 |
| LZ 93                                                          | Absolvovala 8 pozorovacích letů a 4 nálety na Anglii a britské námořní základny. 20. října 1917 byla sestřelena nad Lunéville běnem útoku na francouzské pozice. | | | | | | | | |
| LZ 94                                                          | L 46 | 55 800 | 196,5 | 23,9 | 5 × 240 | 6 700 | 104 | 37 800 | 24. dubna 1917 |
| LZ 94                                                          | Absolvovala 19 pozorovacích nad Severním mořem a okolím a 3 nálety na Anglii, svrhla celkem 5 700 kg bomb. Byla zničena 5. ledna 1918 hromadnou explozí v Ahlhornu (viz LZ87 „L 47“). | | | | | | | | |
| LZ 95                                                          | L 48 | 55 800 | 196,5 | 23,9 | 5 × 240 | 7 000 | 108 | 39 000 | 22. května 1917 |
| LZ 95                                                          | Provedla jen jediný průzkumný let, během něho byla 17. června 1917 sestřelena poblíž Yarmouth britskou stíhačkou R.A.F. B.E.12. | | | | | | | | |
| LZ 96                                                          | L 49 | 55 800 | 196,5 | 23,9 | 5 × 240 | 7 000 | 108 | 39 000 | 13. června 1917 |
| LZ 96                                                          | Provedla dva průzkumné lety nad Severním mořem a jeden nálet na Anglii 20. října 1917, svrhla 2 100 kg bomb; byla přinucena k přistání u Bourbonne les Bains a získali ji Francouzi. LZ96 posloužila později jako vzor pro první americkou ztuženou vzducholoď, ZR-1 USS Shenandoah. | | | | | | | | |
| LZ 97                                                          | L 51 | 55 800 | 196,5 | 23,9 | 5 × 240 | 7 000 | 108 | 39 000 | 6. června 1917 |
| LZ 97                                                          | Absolvovala 3 průzkumné lety a jeden nálet na pobřeží Anglie, svrhla 280 kg bomb. Byla zničena 5. ledna 1917 explozí v Ahlhornu (viz LZ87 „L 47“). | | | | | | | | |
| LZ 98                                                          | L 52 | 55 800 | 196,5 | 23,9 | 5 × 240 | 7 000 | 108 | 39 000 | 14. července 1917 |
| LZ 98                                                          | Absolvovala 20 pozorovacích letů. Při svém jediném náletu byla bouří snesena mimo Londýn, na nějž měla shodit 2 020 kg bomb. 23. června 1919 byla zničena vlastní posádkou. | | | | | | | | |
| LZ 99                                                          | L 54 | 55 800 | 196,5 | 23,9 | 5 × 240 | 7 000 | 108 | 39 000 | 13. srpna 1917 |
| LZ 99                                                          | bsolvovala 14 pozorovacích letů a 2 nálety na Anglii, svrhla celkem 5 840 kg pum; Byla zničena 19. července 1918 společně s LZ108 „L 60“ ve svém hangáru Tondern při náletu britských stíhaček Sopwith Camel, které startovaly z první letadlové lodi na světě – HMS Furious. Z náletu na hangáry se tenkrát vrátila na loď jen dvě letadla. | | | | | | | | |
| LZ 100                                                         | L 53 | 56 000 | 196,5 | 23,9 | 5 × 240 | 7 300 | 114 | 40 000 | 8. srpna 1917 |
| LZ 100                                                         | Absolvovala 19 pozorovacích letů a 4 nálety na Anglii, svrhla celkem 11 930 kg pum. 11. srpna 1918 byla sestřelena britským Camelem nad mořem u Terschellingu. | | | | | | | | |
| LZ 101                                                         | L 55 | 56 000 | 196,5 | 23,9 | 5 × 240 | 7 300 | 114 | 40 000 | 1. září 1917 |
| LZ 101                                                         | Provedla dva nálety, svrhla celkem 5 450 kg pum; při druhém náletu 19. října 1917 byla těžce poškozena nad západní frontou a poté dosáhla rekordní výšky 7 600 m. Po nouzovém přistání u Tiefenort/Thüringen byla zrušena. | | | | | | | | |
| LZ 102                                                         | L 57 | 68 500 | 226,5 | 23,9 | 5 × 240 | 8 200 | 108 | 52 100 | 26. září 1917 |
| LZ 102                                                         | Měla být nasazena v Africe, 7. října 1917 během zkušebního letu neopravitelně poškozena větrnou bouří. (Podle jiného zdroje shořela před prvním startem v Jüterbogu) | | | | | | | | |
| LZ 103                                                         | L 56 | 56 000 | 196,5 | 23,9 | 5 × 240 | 7 300 | 114 | 40 000 | 24. září 1917 |
| LZ 103                                                         | Absolvovala 17 pozorovacích letů a zúčastnila se posledního náletu na Anglii 6. srpna 1918. 23. června 1919 zničena vlastní posádkou. | | | | | | | | |
| LZ 104                                                         | L 59 | 68 500 | 226,5 | 23,9 | 5 × 240 | 8 200 | 108 | 52 100 | 10. října 1917 |
| LZ 104                                                         | Je známa jako „Africký zepelín“. Byla přidělena do Jambolu (Bulharsko). Měla dovézt zásoby pro německé jednotky v německé východní Africe Deutsch-Ostafrika, po uražení velké části cesty dostala na základě mylných informací rozkaz k návratu. I tak uletěla vzducholoď 6 757 km za 95 hodin, což byl na dlouhou dobu rekord v nonstop letu. Kromě toho provedla jeden nálet na Itálii, kde svrhla 6 350 kg pum. 7. dubna 1918 z nevysvětlených důvodů vybuchla nad Středozemním mořem nedaleko cíle při náletu na Maltu. | | | | | | | | |
| LZ 105                                                         | L 58 | 56 000 | 196,5 | 23,9 | 5 × 240 | 7 300 | 114 | 40 000 | 29. října 1917 |
| LZ 105                                                         | Absolvovala 2 pozorovací lety. Byla zničena 5. ledna 1918 výbuchem v Ahlhornu (viz LZ87 „L 47“). | | | | | | | | |
| LZ 106                                                         | L 61 | 56 000 | 196,5 | 23,9 | 5 × 240 | 7 300 | 114 | 40 000 | 12. prosince 1917 |
| LZ 106                                                         | Absolvovala 9 pozorovacích letů a dva nálety na Anglii, svrhla celkem 4 500 kg pum. Byla zrušena 9. listopadu 1918, v roce 1920 byla v rámci válečných reparací předána Itálii. | | | | | | | | |
| LZ 107                                                         | L 62 | 56 000 | 196,5 | 23,9 | 5 × 240 | 7 300 | 114 | 40 000 | 19. leden 1918 |
| LZ 107                                                         | Absolvovala 2 pozorovací lety a 2 nálety na Anglii, svrhla celkem 5 923 kg pum. Byla sestřelena stíhačkou 10. května 1918 severně od Helgolandu. | | | | | | | | |
| LZ 108                                                         | L 60 | 56 000 | 196,5 | 23,9 | 5 × 240 | 7 300 | 114 | 40 000 | 18. prosince 1917 |
| LZ 108                                                         | Absolvovala 11 pozorovacích letů a 1 nálet na Anglii, svrhla 3 120 kg bomb; 19. července 1918 zničena v hangáru společně s LZ 99 „L 54“ následkem náletu britských Camelů. | | | | | | | | |
| LZ 109                                                         | L 64 | 56 000 | 196,5 | 23,9 | 5 × 240 | 7 300 | 114 | 40 000 | 11. března 1918 |
| LZ 109                                                         | Absolvovala 13 pozorovacích letů nad Severním mořem a jeden nálet na Anglii, svrhla 2 800 kg pum. V roce 1920 byla v rámci válečných reparací předána do Anglie, kde byla sešrotována. | | | | | | | | |
| LZ 110                                                         | L 63 | 56 000 | 196,5 | 23,9 | 5 × 240 | 7 300 | 114 | 40 000 | 4. března 1918 |
| LZ 110                                                         | Absolvovala 3 nálety na Anglii, svrhla celkem 8 915 kg pum. Zúčastnila se posledního náletu na Anglii 6. srpna 1918. 23. června 1919 byla zničena vlastní posádkou. | | | | | | | | |
| LZ 111                                                         | L 65 | 56 000 | 196,5 | 23,9 | 5 × 240 | 7 300 | 114 | 40 000 | 17. dubna 1918 |
| LZ 111                                                         | Zúčastnila se posledního náletu na Anglii 6. srpna 1918. 23. června 1919 byla zničena vlastní posádkou. | | | | | | | | |
| LZ 112                                                         | L 70 | 62 200 | 211,5 | 23,9 | 7 × 240 | 7 000 | 131 | 44 500 | 1. června 1918 |
| LZ 112                                                         | Vedla poslední nálet na Anglii 6. srpna 1918. Byla zasažena a zapálena britským letadlem D.H.4 nad Norfolkem. Na palubě zahynul i velitel německé námořní vzduchoplavby korvetní kapitán Peter Strasser. | | | | | | | | |
| LZ 113                                                         | L 71 | 62 200 | 211,5 | 23,9 | 7 × 240 | 7 000 | 131 | 44 500 | 29. června 1918 |
| LZ 113                                                         | Už se nedočkala bojového nasazení. Byla zrušena 9. listopadu 1918. V roce 1920 byla předána Anglii (jiný zdroj Francii) v rámci válečných reparací. Poté byla sešrotována. | | | | | | | | |
| LZ 114                                                         | L 72 Dixmude | 68 500 | 226,5 | 23,9 | 6 × 230 | _ | 118 | 51 000 | 9. února 1920 |
| LZ 114                                                         | Vzhledem ke konci války nebyla už námořnictvu dodána. V roce 1920 byla předána Francii v rámci válečných reparací. 23. prosince 1923 při návratu ze zkušebního letu nad Saharou shořela ve vzduchu u Pantallaria (Sicílie). Na palubě zahynulo všech 50 členů posádky. | | | | | | | | |
| LZ 115                                                         | Měla mít objem 75 500 m³. Nebyla vyrobena. V červenci 1918 byla objednána jako pokusná loď L 100 , projekt byl přepracován na LZ 119. | Měla mít objem 75 500 m³. Nebyla vyrobena. V červenci 1918 byla objednána jako pokusná loď L 100 , projekt byl přepracován na LZ 119. | Měla mít objem 75 500 m³. Nebyla vyrobena. V červenci 1918 byla objednána jako pokusná loď L 100 , projekt byl přepracován na LZ 119. | Měla mít objem 75 500 m³. Nebyla vyrobena. V červenci 1918 byla objednána jako pokusná loď L 100 , projekt byl přepracován na LZ 119. | Měla mít objem 75 500 m³. Nebyla vyrobena. V červenci 1918 byla objednána jako pokusná loď L 100 , projekt byl přepracován na LZ 119. | Měla mít objem 75 500 m³. Nebyla vyrobena. V červenci 1918 byla objednána jako pokusná loď L 100 , projekt byl přepracován na LZ 119. | Měla mít objem 75 500 m³. Nebyla vyrobena. V červenci 1918 byla objednána jako pokusná loď L 100 , projekt byl přepracován na LZ 119. | Měla mít objem 75 500 m³. Nebyla vyrobena. V červenci 1918 byla objednána jako pokusná loď L 100 , projekt byl přepracován na LZ 119. | Měla mít objem 75 500 m³. Nebyla vyrobena. V červenci 1918 byla objednána jako pokusná loď L 100 , projekt byl přepracován na LZ 119. |
| LZ 116                                                         | | | | | | | | | |
| Vzhledem ke konci války nebyla dostavěna; plánována jako L 73. | | | | | | | | | |
| LZ 117                                                         | | | | | | | | | |
| Vzhledem ke konci války nebyla dostavěna; plánována jako L 74. | | | | | | | | | |
| LZ 118                                                         | | 68 500 m³ | 226 | průměr | 6 × ? | dostup | rychlost | nosnost | datum vzletu |
| LZ 118                                                         | Vzhledem ke konci války nebyla postavena; plánována jako L 75. | | | | | | | | |
| LZ 119                                                         | | 108 000 m³ | délka | průměr | 10 × ? | dostup | rychlost | nosnost | datum vzletu |
| LZ 119                                                         | Pouze vyprojektována; jednalo se o zvětšení LZ 115 , plánované zahájení stavby červen 1919, objednávna byla 6. října 1918 zrušena. | | | | | | | | |

## Meziválečné zepelíny
| Výrobní číslo | jméno / název | objem [m³] | délka [m] | průměr [m] | motory výkon [PS]                                                                                             | dostup [m] | rychlost [km/h]                                                                                               | nosnost [kg]                                                                                                  | První vzlet                                                                                                   |
| ------------- | --- | --- | --- | --- | --- | --- | --- | --- | --- |
| LZ 120        | „Bodensee“, v Itálii: „Esperia“ | 20 000 22 550                                                                                                 | 120,8 130,8                                                                                                   | 18,71 | _ | _ | _ | 9593 11 500                                                                                                   | 20. srpna 1919                                                                                                |
| LZ 120        | Sloužila nejprve jako dopravní vzducholoď společnosti DELAG. Měla cestovní oddíly první třídy. V roce 1921 byla společnosti odebrána a předána v rámci válečných reparací Itálii. Zde sloužila pod jménem Esperia. V roce 1928 byla rozebrána.                                                                   | | | | | | | | |
| LZ 121        | „Nordstern“, ve Francii „Méditerranée“ | 22 500 | _ | _ | 4 × 720 kW | _ | 127 | 11 500 | 8. července 1921                                                                                              |
| LZ 121        | Byla objednána společností DELAG pro linku do Stockholmu. V rámci válečných reparací byla 13. června 1921 předána Francii. Zde sloužila až do roku 1927 jako pokusná a školní loď, pak byla zničena při zkouškách a rozebrána.                                                                                   | | | | | | | | |
| LZ 122        | Nebyla vyrobena | Nebyla vyrobena                                                                                               | Nebyla vyrobena                                                                                               | Nebyla vyrobena                                                                                               | Nebyla vyrobena                                                                                               | Nebyla vyrobena                                                                                               | Nebyla vyrobena                                                                                               | Nebyla vyrobena                                                                                               | Nebyla vyrobena                                                                                               |
| LZ 123        | Nebyla vyrobena | Nebyla vyrobena                                                                                               | Nebyla vyrobena                                                                                               | Nebyla vyrobena                                                                                               | Nebyla vyrobena                                                                                               | Nebyla vyrobena                                                                                               | Nebyla vyrobena                                                                                               | Nebyla vyrobena                                                                                               | Nebyla vyrobena                                                                                               |
| LZ 124        | Nebyla vyrobena (zakázáno vítěznými mocnostmi) | Nebyla vyrobena (zakázáno vítěznými mocnostmi)                                                                | Nebyla vyrobena (zakázáno vítěznými mocnostmi)                                                                | Nebyla vyrobena (zakázáno vítěznými mocnostmi)                                                                | Nebyla vyrobena (zakázáno vítěznými mocnostmi)                                                                | Nebyla vyrobena (zakázáno vítěznými mocnostmi)                                                                | Nebyla vyrobena (zakázáno vítěznými mocnostmi)                                                                | Nebyla vyrobena (zakázáno vítěznými mocnostmi)                                                                | Nebyla vyrobena (zakázáno vítěznými mocnostmi)                                                                |
| LZ 125        | | objem | 236 | 29,9 | 12 × ? | ? | ? | ? | x |
| LZ 125        | Původně byla navržena jako cestovní, pak byla objednána 26. listopadu 1919 americkou armádou; nebyla vyrobena, protože už 1. prosince 1919 americké ministerstvo války z politických důvodů objednávku zrušilo.                                                                                                  | | | | | | | | |
| LZ 126        | v USA: ZR-3 „USS Los Angeles“ | 74 160 | 200,56 | 27,61 | 5 × 400 (294kW)                                                                                               | _ | 121,6 | 38 000 | 27. srpna 1924                                                                                                |
| LZ 126        | Vyrobena na objednávku USA. Cestu z Friedrichshafenu do Lakehurstu zvládla za 81 hodin a 2 minuty, přiletěla tam 15. října 1924 v 9:52. Byla to nejúspěšnější americká vzducholoď. Rozebrána byla až v srpnu 1940.                                                                                               | | | | | | | | |
| LZ 127        | „Graf Zeppelin“ | 85 036 | 236 | _ | 5 × 390 kW | _ | 130 | _ | 18. září 1928                                                                                                 |
| LZ 127        | Nejúspěšnější vzducholoď všech dob. Linkové lety do severní a jižní Ameriky; cesta kole světa (1929), výzkum Arktidy (1931). V roce 1940 byla rozebrána společně s LZ 130. | | | | | | | | |
| LZ 128        | Projekt nahrazen LZ 129 | Projekt nahrazen LZ 129                                                                                       | Projekt nahrazen LZ 129                                                                                       | Projekt nahrazen LZ 129                                                                                       | Projekt nahrazen LZ 129                                                                                       | Projekt nahrazen LZ 129                                                                                       | Projekt nahrazen LZ 129                                                                                       | Projekt nahrazen LZ 129                                                                                       | Projekt nahrazen LZ 129                                                                                       |
| LZ 129        | „Hindenburg“ | 200 000 | 245 | 41 | 4 × 890 kW | _ | 135 | 112 000 | 4. března 1936                                                                                                |
| LZ 129        | Obří cestovní vzducholoď, společně s LZ 130 největší létající stroj všech dob, měla být plněna héliem, ale z politických důvodů (nacismus v Německu) je USA odmítlo dodat. Nasazena na linky do severní a jižní Ameriky. Zničena při katastrofě 6. května 1937.                                                  | | | | | | | | |
| LZ 130        | „Graf Zeppelin II“ | 200 000 | 245 | 41 | 4 × 890 kW | _ | 135 | 112 000 | 14. září 1938                                                                                                 |
| LZ 130        | Sesterská loď LZ 129; zúčastnila se jen průzkumných a propagandistických letů. Díky vývoji politické situace platilo nadále embargo na hélium a po katastrofě LZ 129 nebyla doprava cestujících ve vodíkem plněné vzducholodi povolena. Na rozkaz Hermanna Göringa byla v roce 1940 společně s LZ 127 rozebrána. | | | | | | | | |
| LZ 131        | Měla být podobná LZ 130/130, ale o 18 m delší. Bylo vyrobeno několik žeber, ale v roce 1940 byla sešrotována. | Měla být podobná LZ 130/130, ale o 18 m delší. Bylo vyrobeno několik žeber, ale v roce 1940 byla sešrotována. | Měla být podobná LZ 130/130, ale o 18 m delší. Bylo vyrobeno několik žeber, ale v roce 1940 byla sešrotována. | Měla být podobná LZ 130/130, ale o 18 m delší. Bylo vyrobeno několik žeber, ale v roce 1940 byla sešrotována. | Měla být podobná LZ 130/130, ale o 18 m delší. Bylo vyrobeno několik žeber, ale v roce 1940 byla sešrotována. | Měla být podobná LZ 130/130, ale o 18 m delší. Bylo vyrobeno několik žeber, ale v roce 1940 byla sešrotována. | Měla být podobná LZ 130/130, ale o 18 m delší. Bylo vyrobeno několik žeber, ale v roce 1940 byla sešrotována. | Měla být podobná LZ 130/130, ale o 18 m delší. Bylo vyrobeno několik žeber, ale v roce 1940 byla sešrotována. | Měla být podobná LZ 130/130, ale o 18 m delší. Bylo vyrobeno několik žeber, ale v roce 1940 byla sešrotována. |
| LZ 132        | Plánována jako sesterská loď k LZ 131, nebyla už nikdy postavena. | Plánována jako sesterská loď k LZ 131, nebyla už nikdy postavena.                                             | Plánována jako sesterská loď k LZ 131, nebyla už nikdy postavena.                                             | Plánována jako sesterská loď k LZ 131, nebyla už nikdy postavena.                                             | Plánována jako sesterská loď k LZ 131, nebyla už nikdy postavena.                                             | Plánována jako sesterská loď k LZ 131, nebyla už nikdy postavena.                                             | Plánována jako sesterská loď k LZ 131, nebyla už nikdy postavena.                                             | Plánována jako sesterská loď k LZ 131, nebyla už nikdy postavena.                                             | Plánována jako sesterská loď k LZ 131, nebyla už nikdy postavena.                                             |

## Zepelíny NT (nové technologie)
| číslo            | jméno                                                | určení  | první vzlet            | poznámka |
| ---------------- | ---------------------------------------------------- | ------- | ---------------------- | --- |
| Zeppelin NT SN01 | D-LZFN „Friedrichshafen“                             | civilní | 18. září 1997          | Prototyp Zepelínu řady NT, poloztužená vzducholoď, v srpnu 2005 prodána do jižní Afriky, vlastní ji diamantový koncern De Beers.                       |
| Zeppelin NT SN02 | D-LZZR „Bodensee“ v Japonsku: JA101Z „Yokoso! Japan“ | civilní | 10. srpen 2001 (Taufe) | První sériová vzducholoď, 2. března 2004 prodána do Japonska, na přelomu let 2004/2005 získala osvědčení, byla přejmenována na JA101Z „Yokoso! Japan“. |
| Zeppelin NT SN03 | D-LZZF                                               | civilní | 8. února 2003          | Druhá sériová vzducholoď. |